# جوزيف إس. كوسلويسكي
جوزيف إس. كوسلويسكي (بالإنجليزية: Joseph S. Kozlowski)‏ هو فنان ورسام أمريكي، ولد في 1912، وتوفي في 1992.